# Jeunesse Sportif Medinet Skikda
Il Jeunesse Sportif Medinet Skikda (in arabo: شبيبة سكيكدة), noto come JSM Skikda o semplicemente JSM, è una società calcistica algerina con sede nella città di Skikda. Fondato nel 1936, i suoi colori sociali sono il bianco e il nero. Milita in Ligue 1, la massima serie del campionato algerino di calcio.

## Palmarès

### Competizioni nazionali
- Ligue 2 (Algeria): 3

1964-1965, 1966-1967, 1986-1987